# 三傻行大運
《三傻行大運》，是由Cinemaware於1987年根據同名喜劇電影而開發的Amiga電子遊戲。遊戲中，玩家需要操控電影中的三名主角，即摩爾·霍華德、萊利·霍華德和卻利·霍華德三兄弟，籌集足夠的資金來拯救孤兒院。儘管此遊戲對原電影的還原度非常高，但由於遊戲玩法重複而且重玩價值有限而遭到批評，整體評價偏負面。
Microsoft Windows和麥金塔曾推出個人電腦重製版本。

## 遊戲內容和玩法
《三傻行大運》是棋盤遊戲。玩家必須根據原作電影的劇情，籌集資金贖回由一名老太太獨自經營的孤兒院。玩家可以通過各種任務，例如名為「盡責但愚蠢」（Dutiful but Dumb）的吃餅乾比賽和名為「打醉漢」（Punch Drunks）的拳擊比賽，以獲得金幣獎勵。遊戲會隨機刷新任務，玩家只可按下代表任務的按鈕，不能自由揀選任務。另外，玩家每天有一次與非玩家角色交流並進行非交互式事件的機會，以提高或降低每天賺取現金總額，若刷到降低金幣總額並不能立即重刷，需要等下一天才能再刷新非交互式事件。而玩家需要在30天的遊戲時間內賺取盡可能多的錢，金額在30天後便會歸零重新計算。
遊戲角色的手速每天會逐漸加快，但若控制摩爾跳起並壓在萊利和卻利身上一次，則可以手的放慢速度。而摩爾若重複跳起並壓在萊利和卻利身上四次的話，遊戲會立即結束。玩家同時必須避開捕鼠夾，否則會傷及遊戲角色的手指，減慢手的速度。
根據玩家最終的收入金額，遊戲會產生幾種不同的結局，包括因三傻無法收集足夠資金交租導致銀行收回孤兒院、成功籌集資金而使孤兒院得以保留和重新裝修，以及收集到多出規定金額的金幣，使開辦孤兒院的老太太為了答謝三傻而讓三個女兒與他們結婚。

### 彩蛋
《三傻行大運》包含大量向原作電影致敬的元素，充滿幽默感，包括將電影中的三傻還原成遊戲主角、遊戲進行時三傻會重複電影中的經典對白，例如「你每次思考時都令我們國家變弱」、「若你第一次不成功，那就一直做到成功的那一次」等。
《三傻行大運》裡有數個彩蛋，最經典的是遊戲開啟時之開場白。正常版本中遊戲開始時，三傻會走到熒幕中間，背景音樂亦會停頓下來，然後萊利嘲諷說：「哈，這看起來像是小孩子玩的遊戲！」摩爾會回答：「沒錯，你這白癡！」。而在1989年，為了宣傳新電影《捉鬼急死隊2》，由Activision製造的NES版本改用了捉鬼急死隊（Ghostbusters）的標題屏幕和背景，而開場白則改為卻利說：「哈，伙計們！我們玩錯了遊戲！」；然後摩爾便會大喊：「沒錯，你這白癡！我們真的玩錯了！」。
另外，三傻若沿著鄉間小路走，會看到路邊有龍蝦廣告，還有其開發公司Cinemaware和即將推出的遊戲翅膀（Wings）。

## 版本
《三傻行大運》後來開發了NES版本，由Activision發行。Cinemaware隨後在1990年為Apple IIGS開發重製本。而GameBoy Advance和PlayStation的版本則分別由Crawlfish Interactive和Flying Tiger開發，並由Metro3D Inc.發行，於2002年公開發售。此遊戲還作為Cinemaware的數位重製版本在Microsoft Windows和麥金塔更新。

## 評價
《三傻行大運》的原Amiga版本整體評價不佳。雖然游戲的畫面和數位配音獲得了好評，而且遊戲評論人馬克·柏迪臣對該遊戲的幽默感給予正評，10滿分中給了8分，並指此遊戲「可能是唯一能讓人們一邊發笑一邊努力工作的遊戲」。然而雜誌《電腦遊戲世界》批評Amiga和Commodore 64版本破壞了原作電影和三傻的角色，又指遊戲中任務中不停重覆，重玩價值有限，加載時間又長，遊戲體驗極差。該刊物更批評遊戲缺乏「與玩家的共同語言，與時代脫節」。 雜誌《遊戲機器》亦批評，儘管遊戲的畫面製作出色，但玩法卻「令人失望的膚淺」。

## 外部連結
- Hall of Light遊戲介紹的三傻行大運Amiga版本 （页面存档备份，存于）